# New Rose Hotel
New Rose Hotel és una pel·lícuila dramàtica de ciència-ficció eròtica estatunidenca del 1998 coescrita i dirigida per Abel Ferrara i protagonitzada per Christopher Walken, Willem Dafoe i Asia Argento. Es basa en la història curta homònima de William Gibson del 1984.

## Argument
Fox (Walken) i X (Dafoe) són espies industrials autònoms amb seu a Tòquio que s'especialitzen a ajudar els científics de R+D a abandonar les corporacions que preferirien veure'ls morts abans que treballar per als competidors. Fox està obsessionat amb el Dr. Hiroshi (Yoshitaka Amano), un supergeni que trenca paradigmes que treballa per a Maas, la corporació que va paralitzar Fox. La firma japonesa Hosaka contracta Fox i X per ajudar a Hiroshi a desertar, oferint una tarifa de 50 milions de dòlars. Fox i X contracten a Sandii (Argento), una cantant de discoteca i call girl a Shinjuku, per ajudar a persuadir Hiroshi de desertar a un laboratori de Hosaka recentment equipat a Marrakech.
Mentre l'entrena per a l'extracció, X s'enamora de Sandii, que ofereix relats contradictoris del seu passat. Fox i X es reuneixen amb representants d'Hosaka i negocien la seva quota de fins a 100 milions de dòlars. Sandii coneix l'Hiroshi a Viena i el convenç de deixar la seva dona i abandonar Hosaka. Aleshores, Fox viatja a Marràqueix per esperar l'arribada d'Hiroshi, i X organitza passar una nit amb Sandii a Berlín abans de la seva cita a Marràqueix.
Sandii proposa que ella i X deixin Fox, es casin i visquin junts. X s'ofereix a parlar-ne després que la Sandii visiti Marràqueix. Aquella nit, mentre Sandii dorm, X remena entre els seus efectes personals, troba diners en efectiu, informació sobre els seus àlies i un xip d'ordinador sense marcar.
Hosaka transfereix la quota acordada de 100 milions de dòlars. Fox torna de Marràqueix, i X li informa que es trobarà amb Sandii a Shinjuku per començar una nova vida amb ella, un pla que Fox accepta de mala gana. Més tard, Fox i X celebren l'èxit de l'operació i la seva nova riquesa trobada amb un grup de prostitutes. L'endemà, el contacte de X a Marràqueix li informa que Hosaka ha traslladat molts dels seus principals científics al nou laboratori de Marràqueix, un moviment que Fox descriu com a insegur però potencialment lucratiu per a ell i la X, malgrat la insistència de X que ha acabat amb el cas.
Durant la nit, el contacte de X a Marràqueix li informa que algú va reprogramar discretament el sintetitzador d'ADN del laboratori per propagar un virus que va matar a tothom, inclòs Hiroshi, i que en Sandii ha desaparegut. X també descobreix que el compte bancari que contenia els 100 milions de dòlars ha estat esborrat. Fox li diu que Maas deu haver reclutat Sandii a Viena i li va ordenar que matés els científics d'Hosaka a Marràqueix, i que Hosaka, suposant que Fox i X formaven part de la conspiració, els ha esborrat el compte i enviarà agents per eliminar-los. Després d'estar envoltat d'agents d'Hosaka en uns grans magatzems, Fox salta a la seva mort. X fuig a un hotel càpsula deteriorat anomenat New Rose Hotel. Allà, reflexiona sobre el seu temps amb Fox i Sandii i veu imatges de Sandii utilitzant el xip d'ordinador no marcat del sintetitzador d'ADN de Marràqueix per matar els científics d'Hosaka. Sabent que els agents d'Hosaka el perseguiran allà on vagi, X contempla el suïcidi abans de masturbar-se amb el record de la seva última nit amb Sandii.

## Repartiment
- Christopher Walken com a Fox
- Willem Dafoe com a X
- Asia Argento com a Sandii
- Annabella Sciorra com a Madame Rosa
- John Lurie com a home distingit
- Kimmy Suzuki com a noia asiàtica número 1
- Miau com a noia asiàtica número 2
- Yoshitaka Amano com a Hiroshi
- Gretchen Mol com l'esposa d'Hiroshi
- Ryuichi Sakamoto com a executiu de Hosaka

## Producció
Edward R. Pressman era propietari dels drets cinematogràfics de New Rose Hotel des de finals de la dècada de 1980. Abans que Ferrara s'impliqués, originalment l’havia de dirigir Kathryn Bigelow.
Zoë Tamerlis Lund va escriure el primer esborrany del guió el 1996.
Segons Ferrara, tant Virginie Ledoyen com Chloë Sevigny van ser considerades per al paper de Sandii. Ferrara també afirma que Arnold Schwarzenegger va ser considerat per al paper de Fox.
Asia Argento va fer un documental sobre Ferrara, titulat Abel/Asia (1998), durant la realització de la pel·lícula.
Ferrara va dir que va acomiadar molts dels membres de la tripulació de la pel·lícula; alguns d'ells van ser col·laboradors de Ferrara des de fa molt de temps, com el compositor de pel·lícules Joe Delia.

## Llançament
La pel·lícula es va estrenar l'1 d'octubre de 1999 al Cinema Village Triplex de la ciutat de Nova York i va recaptar 5.147 dòlars el cap de setmana d'obertura i 21.521 dòlars en total.

## Recepció
A Rotten Tomatoes, la pel·lícula té una puntuació d'aprovació del 24%, basada en 17 ressenyes, amb una puntuació mitjana de 4,2/10. A Metacritic, tla pel·lícula té un mitjana ponderada puntuació de 31 sobre 100, basada en 9 crítiques, que indica "crítiques generalment desfavorables".